# Лиман (Воронежская область)
Лиман — хутор в Кантемировском районе Воронежской области России.
Входит в состав Фисенковского сельского поселения.

## География

### Улицы
- ул. Хуторная.